# Aspila fimbria
Aspila fimbria là một loài bướm đêm trong họ Noctuidae.